# Claudia Sünder
Claudia Sünder (* 29. Oktober 1969 in Grevesmühlen) ist eine deutsche Beraterin. Sie war von 2017 bis 2020 die Sprecherin des Berliner Senats.

## Werdegang
Sünder studierte an der Freien Universität Berlin Politische Wissenschaften, Spanisch und Germanistik ohne Abschluss. Danach studierte sie an der Fernuniversität Hagen soziale Verhaltenswissenschaften mit dem Abschluss Magistra Artium (M.A.). Der Eintritt in das Berufsleben begann mit einer Tätigkeit in der Wohnungswirtschaft in Mecklenburg-Vorpommern. Bedingt durch einen Wohnortswechsel nach Baden-Württemberg folgte eine neue berufliche Aufgabenstellung als Dozentin in der Erwachsenenbildung.
Bis zum Jahr 2014 war Claudia Sünder u. a. in der Bildungsbegleitung, Berufsvorbereitung, Öffentlichkeitsarbeit und Projektleitung, zuletzt als Landeskoordinatorin des Schülernetzwerks „Schule ohne Rassismus – Schule mit Courage“ für das Kolping Bildungswerk Württemberg e. V. tätig. In dieser Zeit wirkte sie auf verschiedenen kommunal- und landespolitischen Ebenen und kandidierte in den Jahren 2009 und 2013 für den Deutschen Bundestag.
Im Jahr 2014 kehrte Claudia Sünder nach Berlin zurück. Für degewo AG war sie in verschiedenen Funktionen, zuletzt als Bereichsleitung Unternehmenskommunikation und Marketing, tätig. Im Januar 2017 wurde sie Sprecherin des Berliner Senats (Senat Müller II) und Chefin des Presse- und Informationsamtes des Landes Berlin. Im Jahr 2019 kündigte die angestellte Abteilungsleiterin der Senatskanzlei an, im nächsten Jahr als Geschäftsführerin zu einer Projektentwicklungsgesellschaft wechseln zu wollen. Melanie Reinsch trat am 1. März 2020 Sünders Nachfolge an.
Seit 2021 ist Sünder selbstständig in der Kommunikations- und Strategieberatung tätig. Im Jahr 2023 kürte Der Tagesspiegel Sünder zu einem der „100 wichtigsten Köpfe der Berliner Wirtschaft“.

## Kontroverse um Lebenslauf
Im Zusammenhang mit Vorwürfen des Autors Hans-Joachim Lehmann gab es Diskussionen um einzelne Inhalte ihres Lebenslaufes. Dies war Gegenstand gegen Lehmann gerichteter zivil- und strafrechtlicher Gerichtsverfahren. Im Strafverfahren wurde Lehmann freigesprochen. Im Zivilverfahren wurden ihm viele über Sünder gemachte Behauptungen untersagt. Das Recht Lehmanns auf freie Meinungsäußerung wurde Sünders Persönlichkeitsrecht übergeordnet, da das Gericht die Senatssprecherin als „öffentliche Person“ kategorisierte. Sünders Darstellung des Lebenslaufes blieb unverändert.

## Ehrenamtliches Engagement
- Stellv. Landesvorsitzende der Arbeitsgemeinschaft Selbständige in der SPD (AGS) in Berlin, Mitglied im Bundesvorstand der AGS
- Mitglied im Verein Berliner Kaufleute und Industrieller e. V. (VBKI)
- ⁠Mitglied des Senats im Bundesverband für Wirtschaftsförderung und Außenwirtschaft global e. V.
- Mitglied des Verbandsrates der Volkssolidarität Berlin e. V.